# Herbert Simon
Herbert Alexander Simon, född 15 juni 1916 i Milwaukee i Wisconsin, död 9 februari 2001 i Pittsburgh i Pennsylvania, var en amerikansk samhällsvetare som belönades med Sveriges Riksbanks pris i ekonomisk vetenskap till Alfred Nobels minne 1978. Simon var verksam inom flera olika forskningsområden, bland annat psykologi, matematik, statistik, operationsanalys och artificiell intelligens. Han är mest känd för sina insatser inom beslutsteori och är företrädare för skolbildningen institutionalism.

## Biografi
Simon föddes den 15 juni 1916 i Milwaukee, Wisconsin. Hans far var en elektroingenjör som utvandrat från Tyskland till USA 1903, efter att ha tagit ut examen vid Darmstadts tekniska högskola. Modern, Edna Marguerite Merkel, var en pianist från Prag och Köln. Grundskolan gick han i Milwaukee och det var också där han fick upp intresset för vetenskap. Hans morbror Harold Merkel hade varit nationalekonom, vilket fick Simon att intressera sig för samhällsvetenskap med målsättningen att bli "matematisk samhällsvetare". 1933 kom han in på University of Chicago och han kom att studera nationalekonomi, statsvetenskap, matematik, symbolisk logik och matematisk statistik. Han studerade också matematisk biofysik och fysik på doktorandnivå för att öva sig på tillämpningar av matematik och lära sig mer om hur en "hård vetenskap" fungerade. Hans mest betydande mentor vid universitetet var den matematiske ekonomen Henry Schultz. Han tog ut sin bachelorexamen 1936 och sin doktorsexamen (Ph.D.) i statsvetenskap 1943.
Simon arbetade därefter vid University of California, Berkeley 1939–1942 och Illinois Institute of Technology i Chicago 1942–1949 där han kom i kontakt med Cowleskommissionen för ekonomisk forskning under Jacob Marschak, där många senare kända nationalekonomer var verksamma vid denna tid och lärde sig nya områden inom nationalekonomin. 1949 flyttade Simon till Carnegie Mellon University i Pittsburgh, i samband med att universitetet fick en donation för att starta sin Graduate School of Industrial Administration. Syftet var att genomföra högre utbildning i företagsekonomi byggd på studier i nationalekonomi och beteendevetenskap.
Han tilldelades USA:s National Medal of Science 1986. Simon var också förespråkare för medborgarlön.[källa behövs]

## Forskning om beslutsfattande
Simon kombinerade flera olika vetenskapsområden i sin forskning om beslutsfattande och tog därigenom hänsyn till nya faktorer som dittills inte beaktas inom ekonomiska teorier och som ledde till teoribildningen behaviorism. De då etablerade ekonomiska teorierna utgick från att företag och entreprenörer alla agerade helt rationellt, med vinstmaximering som enda mål. Simon hävdade däremot att alla människor avviker från det strikt rationella när de fattar beslut och beskrev företag som adaptiva system med fysiska, personliga och sociala delar som alla påverkar beslutsfattandet och leder till avvikelser från renodlad vinstmaximering. En central del i hans teori är begreppet satisfiering, vilket innebär att ekonomiska mål uppnås i tillräcklig utsträckning samtidigt som komplikationer och risker minimeras. Han beskrev detta i sin inflytelserika bok Administrative Behavior (1947).
För sina insatser inom ekonomisk vetenskap belönades Simon med Sveriges Riksbanks pris i ekonomisk vetenskap till Alfred Nobels minne 1978 med motiveringen "för hans banbrytande forskning om beslutsprocessen inom ekonomiska organisationer".

## Forskning om kognition och artificiell intelligens
Simons forskning kring beslutsfattande ledde runt 1954 till idén, i samarbete med Allen Newell, att ett lämpligt sätt att studera mänsklig problemlösning var att simulera detta med datorprogram. Detta ledde successivt till att datorsimulering av mänsklig kognition blev Simons centrala forskningsintresse.
Simon och Newell tilldelades 1975 Turingpriset för deras "grundläggande bidrag till artificiell intelligens, psykologin bakom mänsklig kognition, och listbearbetning.”